# محفوظ بن محمود
محفوظ بن محمود النيسابوري أحد علماء أهل السنة والجماعة ومن أعلام التصوف السني في القرن الرابع الهجري، قال عنه أبو عبد الرحمن السلمي بأنّه: «من قدماء مشايخ نيسابور وجلّتهم، وكان من أورع المشايخ، وألزمهم لطريقتهم»، صحب أبا حفص النيسابوري، وأبا عثمان الحيري، وحمدون القصار، وعلي النصراباذي، توفي سنة 303 هـ ودُفن بجنب أبي حفص النيسابوري.

## من أقواله
- من ظن بمسلم فتنة فهو المفتون.[2]
- التائب الذي يتوب من غفلاته وطاعاته.[3]
- من أبصر محاسن نفسه ابتُلى بمساوئ الناس. ومن رأى عيب نفسه سلم من رؤية مساوئ الناس.[3]
- التوكل أن تأكل بلا طمع ولا شره.[1]